# Jeff Goldblum
Jeffrey Lynn Goldblum (/ˈɡoʊldbluːm/ GOHLD-bloom; sinh ngày 22 tháng 10 năm 1952) là nam diễn viên, nhạc sĩ người Mỹ. Ông từng tham gia trong một số phim doanh thu lớn như Jurassic Park (1993) và Independence Day (1996). Vai diễn điện ảnh đầu tiên của Goldblum là trong phim Death Wish (1974), sau đó là các phim California Split (1974), Nashville (1975) và Annie Hall (1977). Ông được biết tới nhiều hơn qua các tác phẩm Invasion of the Body Snatchers (1978), The Big Chill (1983) và The Fly (1986). Năm 1996, ông nhận được một giải Oscar hạng mục "Phim ngắn người đóng xuất sắc nhất" cho Little Surprises.
Ông góp mặt trong nhiều phim của đạo diễn Wes Anderson, bao gồm The Life Aquatic with Steve Zissou (2004), The Grand Budapest Hotel (2014), Isle of Dogs (2018) và Asteroid City (2023). Trong các phim Guardians of the Galaxy Vol. 2, Thor: Ragnarok (đều năm 2017) của Vũ trụ Điện ảnh Marvel (MCU) và sê-ri What If...? (2012) của Disney+, ông thủ vai Grandmaster.
Ở lĩnh vực truyền hình, ông từng tham gia Will & Grace, phim mang về cho nam diễn viên một đề cử giải Primetime Emmy cho "Nam diễn viên khách mời nổi bật trong phim hài". Ông cũng góp mặt trong một số phim khác như Friends, Portlandia và Inside Amy Schumer. Từ năm 2019 tới 2022, ông dẫn chương trình show truyền hình tự sáng lập, The World According to Jeff Goldblum.
Năm 2018, ban nhạc jazz của ông phát hành album đầu tay mang tên The Capitol Studios Sessions.

## Danh sách phim

### Điện ảnh
| Năm  | Tên                                                        | Vai                 | Ghi chú |
| ---- | ---------------------------------------------------------- | ------------------- | ------- |
| 1974 | Death Wish                                                 |                     |         |
| 1974 | California Split                                           | Lloyd Harris        |         |
| 1975 | Nashville                                                  |                     |         |
| 1976 | Special Delivery                                           |                     |         |
| 1976 | St. Ives                                                   |                     |         |
| 1976 | Next Stop, Greenwich Village                               | Clyde Baxter        |         |
| 1977 | Annie Hall                                                 |                     |         |
| 1977 | Between the Lines                                          | Max Arloft          |         |
| 1977 | The Sentinel                                               | Jack                |         |
| 1978 | Thank God It's Friday                                      | Tony Di Marco       |         |
| 1978 | Invasion of the Body Snatchers                             | Jack Bellicec       |         |
| 1978 | Remember My Name                                           |                     |         |
| 1981 | Threshold                                                  | Aldo Gehring        |         |
| 1983 | The Right Stuff                                            |                     |         |
| 1983 | The Big Chill                                              | Michael Gold        |         |
| 1984 | The Adventures of Buckaroo Banzai Across the 8th Dimension |                     |         |
| 1984 | Terror in the Aisles                                       | Jack Bellicec       |         |
| 1985 | Transylvania 6-5000                                        | Jack Harrison       |         |
| 1985 | Silverado                                                  |                     |         |
| 1985 | Into the Night                                             | Ed Okin             |         |
| 1986 | The Fly                                                    | Seth Brundle        |         |
| 1987 | Beyond Therapy                                             | Bruce               |         |
| 1988 | Vibes                                                      | Nick Deezy          |         |
| 1988 | Earth Girls Are Easy                                       | Mac                 |         |
| 1989 | The Tall Guy                                               |                     |         |
| 1989 | The Fly II                                                 | Seth Brundle        |         |
| 1990 | Framed                                                     | Wiley               |         |
| 1990 | El Sueño del Mono Loco                                     | Dan Gillis          |         |
| 1990 | Mister Frost                                               |                     |         |
| 1991 | The Favour, the Watch and the Very Big Fish                |                     |         |
| 1992 | Shooting Elizabeth                                         |                     |         |
| 1992 | The Player                                                 |                     |         |
| 1992 | Fathers & Sons                                             | Max                 |         |
| 1992 | Deep Cover                                                 | David Jason         |         |
| 1993 | Jurassic Park                                              |                     |         |
| 1995 | Hideaway                                                   |                     |         |
| 1995 | Nine Months                                                | Sean Fletcher       |         |
| 1995 | Powder                                                     | Donald Ripley       |         |
| 1996 | Independence Day                                           | David Levinson      |         |
| 1996 | Little Surprises                                           |                     |         |
| 1996 | The Great White Hype                                       | Mitchell Kane       |         |
| 1996 | Mad Dog Time                                               | Mickey Holliday     |         |
| 1997 | The Lost World: Jurassic Park                              |                     |         |
| 1998 | The Prince of Egypt                                        | Aaron               |         |
| 1998 | Welcome to Hollywood                                       |                     |         |
| 1998 | Holy Man                                                   | Ricky Hayman        |         |
| 2000 | Beyond Suspicion                                           | John Nolan          |         |
| 2000 | Chain of Fools                                             |                     |         |
| 2000 | One of the Hollywood Ten                                   |                     |         |
| 2001 | Perfume                                                    | Jamie               |         |
| 2001 | Cats & Dogs                                                |                     |         |
| 2002 | Run Ronnie Run!                                            |                     |         |
| 2002 | Igby Goes Down                                             |                     |         |
| 2003 | Dallas 362                                                 | Bob                 |         |
| 2003 | Spinning Boris                                             | George Gorton       |         |
| 2004 | Incident at Loch Ness                                      |                     |         |
| 2004 | The Life Aquatic with Steve Zissou                         | Allistair Hennessey |         |
| 2006 | Mini's First Time                                          | Mike Rudell         |         |
| 2006 | Fay Grim                                                   |                     |         |
| 2006 | Pittsburgh                                                 |                     |         |
| 2006 | Man of the Year                                            |                     |         |
| 2009 | Adam Resurrected                                           | Adam Stein          |         |
| 2010 | The Switch                                                 | Leonard             |         |
| 2010 | Morning Glory                                              | Jerry Barnes        |         |
| 2012 | Tim and Eric's Billion Dollar Movie                        |                     |         |
| 2012 | Zambezia                                                   | Ajax                |         |
| 2013 | Le Week-End                                                | Morgan              |         |
| 2014 | The Grand Budapest Hotel                                   |                     |         |
| 2014 | Unity                                                      |                     |         |
| 2015 | Mortdecai                                                  | Milton Krampf       |         |
| 2016 | Independence Day: Resurgence                               | David Levinson      |         |
| 2017 | Vệ binh dải ngân hà 2                                      |                     |         |
| 2017 | Thor: Tận thế Ragnarok                                     | Grandmaster         |         |
| 2017 | Miyubi                                                     |                     |         |
| 2018 | Isle of Dogs                                               |                     |         |
| 2018 | Hotel Artemis                                              |                     |         |
| 2018 | Thế giới khủng long: Vương quốc sụp đổ                     | Tiến sĩ Ian Malcolm |         |
| 2022 | Jurassic World: Dominion                                   | Tiến sĩ Ian Malcolm |         |